# Abies lowiana
Espèce
Classification phylogénétique
Abies lowiana, le sapin de Low, est une espèce de plantes de la famille des Pinaceae. C'est un arbre qui pousse notamment dans l'Ouest américain.

## Description
Cette espèce peut atteindre 75 mètres de haut. Elle est très voisine de Abies concolor. Le port est pyramidal et les rameaux sont très étalés. Les feuilles sont bleutées, non piquantes, de 5 à 6 cm, toutes situées dans un même plan presque horizontal. Les bourgeons sont violacés, enrobés de résine, plus petits que ceux de Abies concolor. Les cônes sont cylindriques, de 8 à 12 cm de long, à bractées incluses. Les rameaux de l'année sont glabres et orangés. L'écorce brun verdâtre, lustrée et garnie de poches de résine, fait place à un rhytidome précoce, fortement crevassé, très liégeux, avec des sillons orangés et des amas liégeux elliptiques de couleur marron à la cicatrice des branches.

## Biologie et acclimatation
C'est une espèce côtière aux États-Unis demandant une humidité atmosphérique assez élevée. Elle croît dans tous les sols, excepté les sables purs et très acides, dans lesquels elle végète mal. La multiplication est assurée par les graines

## Utilisations
C'est une belle espèce ornementale de parcs et de collections. La croissance est rapide chez les jeunes individus. Elle pourrait devenir une essence de reboisement en France méridionale. Aux États-Unis, ce sapin fournit un bois de râperie.

## Synonyme
- Abies concolor var. lowiana (Gordon) Lemmon

Pour certains auteurs, c'est ce dernier nom qui est valide et ils considèrent alors cet arbre comme une variété de Abies concolor.

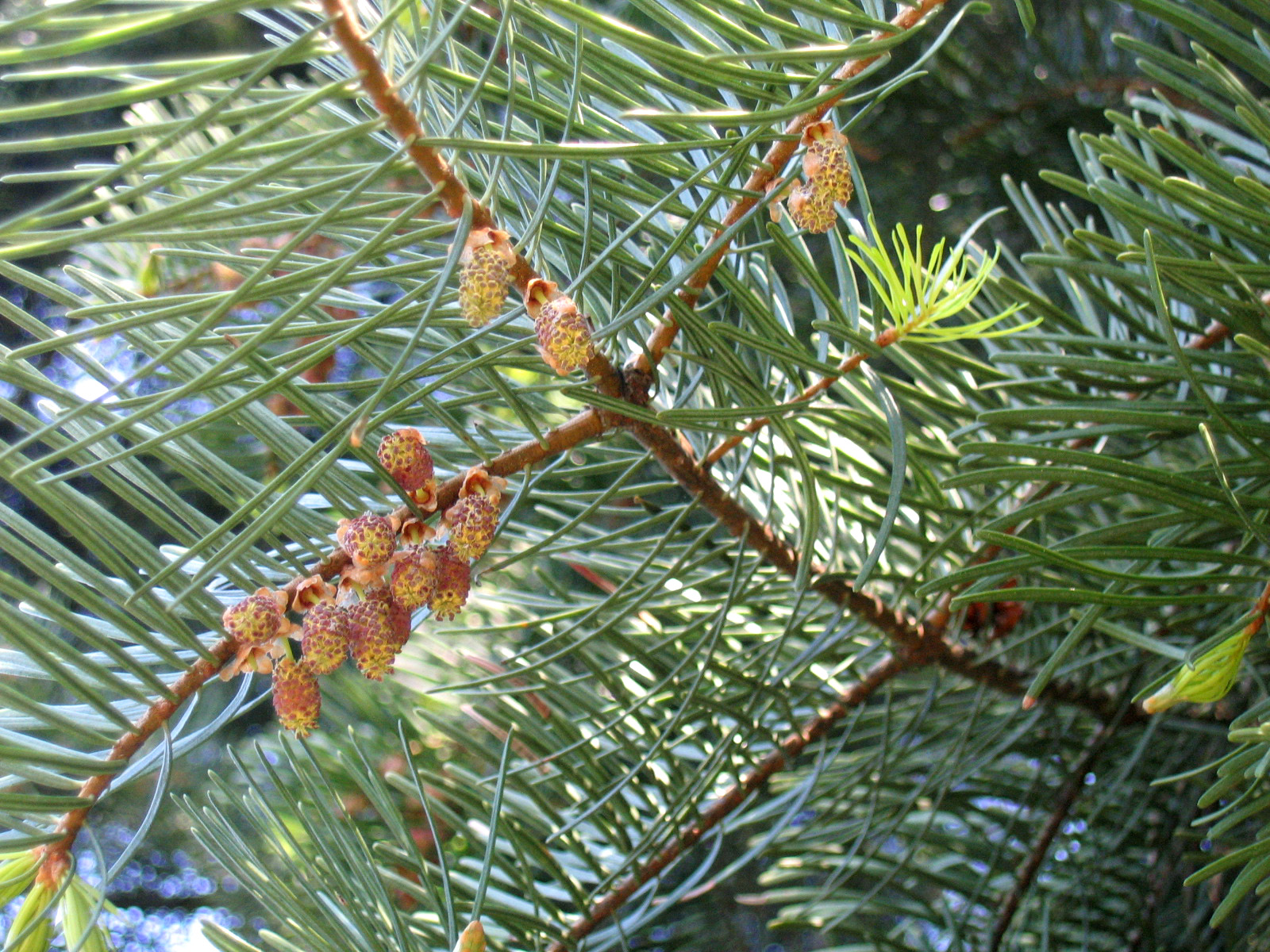
Gros plan des feuilles et des fleurs.